# Angelo Maria Ettinger
Angelo Alfonso Maria Ettinger (Lussemburgo, 2 agosto 1867 – Abbazia di Montecassino, 29 giugno 1918) è stato un abate lussemburghese naturalizzato italiano.

## Biografia
Nasce nel Granducato del Lussemburgo, allora vicariato apostolico, il 2 agosto 1867.

### Formazione e ministero sacerdotale
Nel 1888 entra nel noviziato dell'abbazia di Montecassino ed il 21 dicembre 1889 emette la professione dei voti. Il 29 giugno 1893 è ordinato presbitero.
Nel 1895 diventa bibliotecario a Montecassino. Frutto degli studi di quel periodo sono alcune pubblicazioni specialistiche in particolare sui rapporti internazionali nelle varie epoche dell'abbazia cassinese come quella in lingua italiana sull'epistolario fra i padri maurini e il monastero di Montecassino e quella in lingua tedesca, congiuntamente con il cardinale Michelangelo Celesia, arcivescovo di Palermo, sui rapporti con i Cistercensi.
Nel 1901 diventa rettore del seminario di Montecassino; viene definito severo nell'aspetto, ma paterno nei confronti dei ragazzi.
Nel 1904 quando il Kaiser Guglielmo II, allora alleato nella Triplice Alleanza, è in visita in Italia, solo l'abate di Montecassino e il bibliotecario del monastero Angelo Ettinger hanno l'onore di essere invitati ad una cena privata, pertanto, in epoca successiva, si sviluppa l'infondata diceria che fosse il cugino dell'imperatore.
Nel 1908 è nominato rettore del collegio di San Benedetto.

### Ministero abbaziale
Il 3 febbraio 1910 papa Pio X lo nomina abate ordinario dell'abbazia della Santissima Trinità di Cava de' Tirreni; succede all'abate Silvano de Stefano, deceduto nel 1908. Il 19 marzo successivo riceve la benedizione abbaziale, il regio decreto per la concessione dell'exequatur è dell'8 maggio successivo.
All'epoca il territorio sottoposto all'abbazia era molto vasto, comprende infatti 50 parrocchie, ma senza continuità geografica perché distribuite a macchia di leopardo in più regioni con enclavi in svariate altre diocesi. La situazione era complicata da dispute risalenti anche a molto tempo prima sull'attribuzione ad una o ad un'altra diocesi di alcune parrocchie.
Durante il suo ministero, l'abate disciplina con molta attenzione i riti paraliturgici e le forme di religiosità popolare come le processioni. Il rapporto con la comunità dei monaci e con la popolazione non è facile anche per alcune spigolosità del carattere.
Attua molti lavori di abbellimento dell'Abbazia, con il recupero delle tombe dei primi otto abati, di cui promosse anche la causa di canonizzazione. In epoca recente si sono, però, sollevati molti dubbi sul modo in cui si sono realizzati i restauri: l'Ettinger, senza previo consenso della Sopraintendenza dispone la distruzione dell'altare marmoreo, che, sia pure insieme ad aggiunte policrome cinquecentesche, conteneva frammenti di opere di Tino da Cajano che sono risultate così irreparabilmente perdute.
Per contro il ciborio ligneo, prototipo di un previsto ciborio marmoreo, fatto realizzare dall'Ettinger, va disperso nei successivi restauri.
Con lo scoppio della prima guerra mondiale, pur essendo naturalizzato italiano, inizia per l'abate una serie di problemi, sia a livello locale che nazionale, dovuti al fatto di essere considerato, anche per il suo cognome, un "tedesco", tanto da dover essere difeso nel parlamento del Regno d'Italia da parte del Ministro di Grazia e Giustizia, Vittorio Emanuele Orlando e, in diocesi, dal confratello Carlo Gregorio Maria Grasso, già abate nullius di Montevergine, divenuto arcivescovo di Salerno e suo metropolita, che si fa carico di comunicare a papa Benedetto XV la difficile situazione dell'abate, e di ottenere che venga ricevuto dal Papa in udienza privata. Si è supposto che fosse previsto un trasferimento come ausiliare del vescovo di Lussemburgo Johannes Joseph Koppes, gravemente malato, ma la guerra esistente aveva impedito l'attuazione di questa soluzione. Ettinger è costretto a chiudere il noviziato dell'abbazia, in quanto sette monaci, tre probandi e un converso vengono richiamati alle armi.
Dal luglio del 1917 la situazione della sua salute peggiora notevolmente: gli viene diagnosticata un'anemia perniciosa e, per curarsi, torna nell'abbazia di Montecassino, dove trascorre molti mesi in un'alternanza di miglioramenti e ricadute. Lì muore il 29 giugno 1918, giorno del 25º anniversario di ordinazione sacerdotale. Il 1º luglio seguente viene sepolto nell'abbazia di Cava.

## Opere
- (DE)  Ettinger, Angelo M., D. Michael Angelus Celesia, O.S.B., Cardinal-Erzbischof von Palermo, in «Studien und Mitteilungen aus dem Benediktiner- und Zisterzienserorden», vol. 17 (1896) p. 140-148 e 313-321